# Il re di Roma - Aquila imperiale
Il re di Roma - Aquila imperiale (Napoléon II, l'aiglon) è un film del 1961 diretto da Claude Boissol ed interpretato da Bernard Verley e Jean Marais. Il film è basato sul romanzo L'Aiglon: Napoléon Deux di André Castelot.

## Trama
Il film racconto il tragico destino del figlio di Napoleone I, imperatore dei francesi, Napoleone II, duca di Reichstadt.

## Produzione

### Riprese
Le riprese esterne del film sono state in gran parte realizzate a Vienna.